# Vanečka
Vanečka (Ванечка) è un film del 2007 diretto da Elena Vladislavovna Nikolaeva.

## Trama
Il film è ambientato nel 1998. Il film racconta la donna Nadja, che sembra non vedere cosa sta succedendo in Russia. All'improvviso, Vanečka appare nella sua vita e va con lui a Mosca per entrare nel VGIK. Ma la tragedia ha colpito: i suoi conoscenti di Mosca muoiono in un incidente d'auto e l'orfana Vanečka diventa la persona più vicina a lei.